# Juan de Silva y Meneses
Juan de Silva y Meneses (Toledo, 1399 - 27 de septiembre de 1464), noble y cortesano castellano, I conde de Cifuentes y I señor de Montemayor.

## Biografía

### Familia

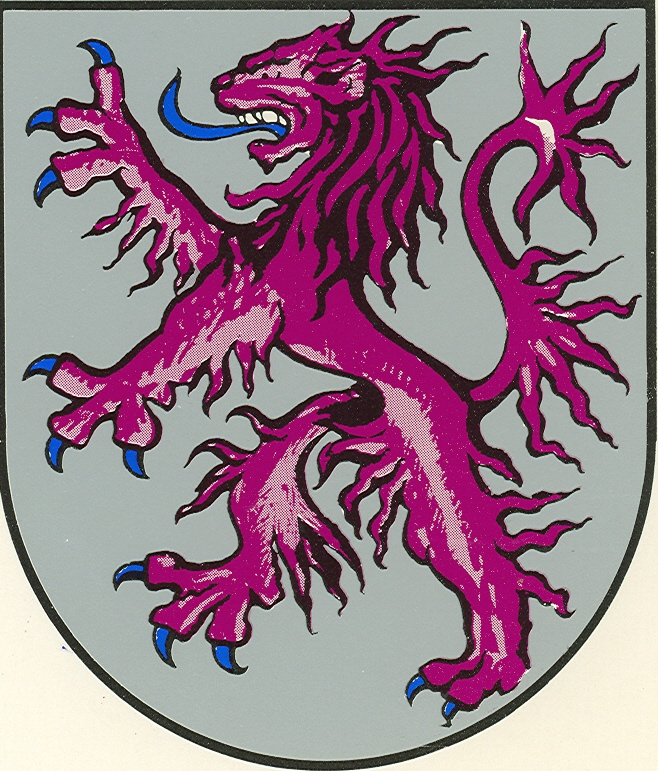
Escudo de armas de los Silva, asentados como procedentes de Portugal en la Corona de Castilla en el siglo XIV. León rampante de gules en campo de plata.

Nació en Toledo en el año 1399, siendo hijo de Alfonso de Silva y Tenorio —adelantado de Cazorla y notario mayor del reino— y de su esposa Guiomar de Meneses, además de hermano de Pedro de Silva y Tenorio —Orense y Badajoz— y de María de Silva y Meneses —casada con Pedro López de Ayala, I conde de Fuensalida—.

### Primer matrimonio y ascenso en la corte de Juan II
Hacia 1427 contrajo matrimonio con Leonor de Acuña, señora de la mitad de Portilla —hija del I señor de Buendía y de su esposa Teresa Carrillo—. Con motivo de este enlace, el monarca castellano Juan II le dio la tenencia vitalicia de la villa de Cifuentes y su castillo y en 1428 lo nombró notario mayor del reino de Toledo (cargo que, hasta entonces, disfrutaba su padre).
En 1429, tras el estallido de la guerra castellano-aragonesa, se dirigió a Extremadura con el válido Álvaro de Luna, futuro condestable de Castilla. Allí facilitó la toma del castillo de Trujillo y prestó su ayuda en el cerco de Albuquerque y otras plazas. En julio de 1430, el mismo año en que su padre fundó en él mayorazgo sobre la mitad de la villa de Barcience, fue nombrado juez integrante de la comisión que debían condicionar y firmar una tregua con el reino de Aragón.

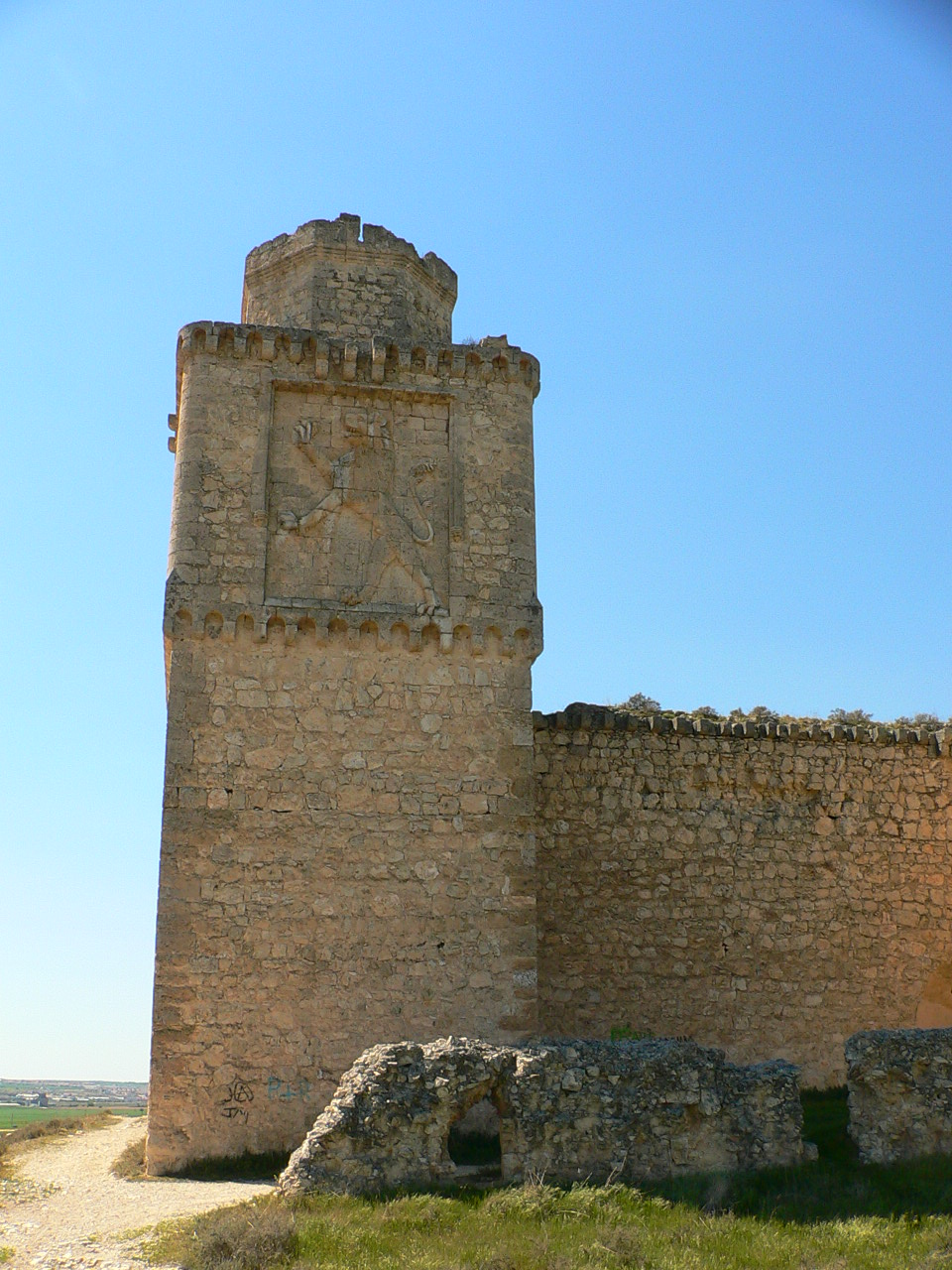
Torreón en el castillo de Barcience, en la provincia de Toledo, construido por Juan de Silva a mediados del, con el escudo heráldico de los Silva afincados en España.

### Concesión de la villas de Cifuentes y Montemayor y otros privilegios
El 10 de marzo de 1431, como juro de heredad y a perpetuidad («para siempre jamás»), el monarca le concedió desde Medina del Campo el señorío de Cifuentes, alegando los servicios que él y su padre hicieron a la monarquía. Esta donación sería confirmada por privilegio rodado en Alcalá de Henares el 28 de febrero de 1436. Por lo demás, no sería la única, pues años después le entregó el señorío de Montemayor del Río, así como bienes, rentas y poderes varios para hacer cambios o trueques de propiedades en su patrimonio, y el privilegio de que pudiera dar su divisa de la Orden de la Banda a diez caballeros.

### Actuación en el Concilio de Basilea
En el mismo 1431 participó en la batalla de La Higueruela contra los moros granadinos, donde  se destacó tomando la torre de Puente de Pinos. A principios del año siguiente fue enviado como embajador de Castilla al Concilio de Basilea, acompañado del obispo de Cuenca y otras personalidades. En esta misma asamblea protagonizaría un altercado con el representante inglés, quien decidió ocupar su lugar ofendiendo la dignidad del futuro conde de Cifuentes.
Este, entonces, lo echó del asiento exclamando «¡Non pose quien mal posa!», y al ser intimado por su recia actitud, respondió «Digovos Presidente, que quando padesce defecto la razón non debe faltar al coraçón las manos». A continuación intervino su colega el obispo de Cuenca, pero Juan de Silva prosiguió y dijo «Padre, habed vos como letrado, yo faré como caballero». Ante el caos planteado en la sala, se suspendió la sesión y finalmente se llegó a un arreglo: el embajador castellano tomaría la palabra después del de Francia y antes que el de Inglaterra. En noviembre de 1436, al regresar a la península, sería recibido en Illescas con todos los honores y vitoreado por su enérgica actitud, actitud que le proporcionó el emblema y divisa para sus armas —una mariposa tras su blasón y el lema «mal posa qui mal y pose»— en referencia a la famosa anécdota con el embajador de Inglaterra.

### Últimos años del reinado de Juan II
En 1442 fue nombrado mayordomo mayor de la reina María y a finales del año siguiente Juan II le concedió el cargo de Alférez Mayor de Castilla. En 1445 enarboló el pendón real durante la batalla de Olmedo y luego asistió al cerco de Atienza. También ingresó en el Consejo Real, en el cual se mantuvo durante el reinado de Enrique IV. De las banderías y conjuras cortesanas tan frecuentes por esos años, Juan de Silva se excusó y mantuvo en todo momento su lealtad a la monarquía establecida, manifestandole a su cuñado Alonso de Carrillo, arzobispo de Toledo, que «no hazía falta escritura para que le sirviera cuando fuere preçiso, pero que firmar con otros non quería pues luego se salvan de esas conjuras los grandes y son los medianos los que pierden».

### Concesión del título de conde de Cifuentes por Enrique IV
Poco antes de la muerte de Juan II en 1454, casó por segunda vez con Isabel de Portugal. El nuevo monarca, Enrique IV de Castilla, agradecido por haberlo reconciliado con su padre, y atendiendo sus servicios, le concedió, en abril o mayo de 1455, el título de conde de Cifuentes, acompañado de juros y privilegios, caso de las rentas de la jabonerías de Sevilla que el conde vendió, en parte durante el año de 1459, a Fernando de Azamar.

### Últimos años y muerte
Juan de Silva, que el 15 de agosto de 1448 había testado en Toledo, se retiró a su villa de Cifuentes en 1463, a fin de arreglar asuntos familiares y espirituales. Tras instituir mayorazgos (véase la próxima sección), falleció el 27 de septiembre de 1464. Fue enterrado en la capilla mayor de San Pedro Mártir.

## Matrimonios, descendencia y sucesión
Juan de Silva contrajo matrimonio en dos ocasiones:
1. Con Leonor de Acuña, señora de la mitad de Portilla, hija de Lope Vázquez de Acuña, I señor de Buendía y Azañón, y de su esposa Teresa Carrillo, de quien nació Alonso de Silva, II conde de Cifuentes, y al que el 1 de agosto de 1464 comprometió en segundas nupcias con la condesa de Medellín, hija del marqués de Villena Diego López Pacheco y Portocarrero.
2. Con Inés de Ribera en 1436, hija de Diego Gómez de Ribera, II adelantado mayor de Andalucía y notario mayor de Andalucía, y de su esposa Beatriz Portocarrero, de quien nacieron Juan de Ribera, II señor de Montemayor, Francisca de Silva, esposa de Honorato de Mendoza, señor de la Parrilla, fallecido antes de 1490, con descendencia, y María de Silva, esposa de Alfonso Ortiz de Villegas, de Toledo, con descendencia.
El 2 de noviembre de 1449, desde Valladolid, Juan II lo autorizó a crear uno o más mayorazgos, pero el noble no hizo uso de tal licencia hasta el 15 de agosto de 1458. En dicha fecha, otorgó a su primogénito Alonso el señorío de Barcience, el condado de Cifuentes con su castillo, términos, jurisdicciones etc., las aldeas de Huetos, Fuentepinilla y Ruguilla, los lugares de Vililla y Torrecilla con molinos, canal, casas, soto, dehesas etc. y sus casas mayores en Toledo. Juan de Ribera, por su parte, recibió el señorío de Montemayor del Río.

## Semblanza y descripción
Juan de Silva es descrito físicamente como un hombre alto, delgado y bien proporcionado, de nariz larga y un habla con ceceo. El cronista Hernando del Pulgar alaba sus virtudes y dice de él:

Era omne muy agudo e discreto e inclinado a la justicia; fablaba muy bien e cosas muy sustanciales e conforme a rrazón (...) Este cavallero tenía la condiçión de omne claro sin nynguna encubierta, e rrealmente pospuesta toda afeçión e odio dezía con muy buena gracia su parecer, e non dexava de decir aquello que otros, por gratificar o por no indignar callavan; e commo quier que su voto fuesse contra el deseo de algunos, pero porque sus fablas mostraban proceder de buenas e non dañadas entrañas, non eran mal rreçibidas e su persona por esta causa era muy estimada e su parecer en las cosas muy esperado.
Hernando del Pulgar, Libro de los claros varones de Castilla.